# Olivetti Programma P101/P102
Olivetti Programma P101/P102 (Programma P101/P102) је професионални рачунар, производ фирме Оливети (Olivetti) који је почео да се израђује у Италији током 1965. године.
Користио је контролну и аритметичку јединицу са дискретним транзисторима као централни процесор а RAM меморија рачунара Programma P101/P102 је имала капацитет од 5 x 22-цифарни регистри.

## Детаљни подаци
Детаљнији подаци о рачунару Programma P101/P102 су дати у табели испод.
|                       |                                                              |
| [ 1 ]                 |                                                              |
| Произвођач            | Оливети                                                      |
| Тип                   | професионални рачунар                                        |
| Меморија              | 5 x 22-цифарни регистри                                      |
| Поријекло             | Италија                                                      |
| Година                | 1965                                                         |
| Тастатура             | 31 тастер - нумерички и функцијски тастери                   |
| Процесор              | контролна и аритметичка јединица са дискретним транзисторима |
| Фреквенција процесора | непознато                                                    |
| RAM                   | 5 x 22-цифарни регистри                                      |
| ROM                   |                                                              |
| Текст                 | нема показивач, већ 28 знакова по линији на штампачу         |
| Графика               |                                                              |
| Боја                  |                                                              |
| Звук                  | нема звука                                                   |
| Димензије             | 48 (ширина) x 61 (дубина) x 19 (висина) . / 29 .             |
| Портови               |                                                              |
| Оперативни систем     |                                                              |